# Team RadioShack 2010
Questa voce raccoglie le informazioni riguardanti il Team RadioShack nelle competizioni ufficiali della stagione 2010.

## Stagione
Avendo licenza da UCI ProTeam, la squadra ha avuto diritto di partecipare alle gare del Calendario mondiale UCI 2010, oltre a quelle dei circuiti continentali UCI.

## Organico

### Staff tecnico
|  | Naz.                   | Ruolo | Sportivo         |  |  |  |
|  | ---------------------- | ----- | ---------------- |  |  |  |
|  | Stati Uniti (bandiera) | GM    | Bill Stapleton   |  |  |  |
|  | Belgio (bandiera)      | TM    | Johan Bruyneel   |  |  |  |
|  | Francia (bandiera)     | DS    | Alain Gallopin   |  |  |  |
|  | Portogallo (bandiera)  | DS    | José Azevedo     |  |  |  |
|  | Belgio (bandiera)      | DS    | Dirk Demol       |  |  |  |
|  | Russia (bandiera)      | DS    | Vjačeslav Ekimov |  |  |  |

### Rosa
|  | Naz.                     |  | Sportivo                  | Anno |  |  |
|  | ------------------------ |  | ------------------------- | ---- |  |  |
|  | Stati Uniti (bandiera)   |  | Lance Armstrong           | 1971 |  |  |
|  | Nuova Zelanda (bandiera) |  | Clinton Avery (stagista)  | 1987 |  |  |
|  | Giappone (bandiera)      |  | Fumiyuki Beppu            | 1982 |  |  |
|  | Nuova Zelanda (bandiera) |  | Sam Bewley                | 1987 |  |  |
|  | Slovenia (bandiera)      |  | Janez Brajkovič           | 1983 |  |  |
|  | Stati Uniti (bandiera)   |  | Matthew Busche            | 1985 |  |  |
|  | Belgio (bandiera)        |  | Ben Hermans               | 1986 |  |  |
|  | Stati Uniti (bandiera)   |  | Chris Horner              | 1971 |  |  |
|  | Sudafrica (bandiera)     |  | Daryl Impey               | 1984 |  |  |
|  | Spagna (bandiera)        |  | Markel Irizar             | 1980 |  |  |
|  | Germania (bandiera)      |  | Andreas Klöden            | 1975 |  |  |
|  | Stati Uniti (bandiera)   |  | Levi Leipheimer           | 1973 |  |  |
|  | Francia (bandiera)       |  | Geoffroy Lequatre         | 1981 |  |  |
|  | Cina (bandiera)          |  | Li Fuyu                   | 1978 |  |  |
|  | Portogallo (bandiera)    |  | Tiago Machado             | 1985 |  |  |
|  | Stati Uniti (bandiera)   |  | Jason McCartney           | 1973 |  |  |
|  | Kazakistan (bandiera)    |  | Dmitrij Murav'ëv          | 1979 |  |  |
|  | Portogallo (bandiera)    |  | Sérgio Paulinho           | 1980 |  |  |
|  | Stati Uniti (bandiera)   |  | Taylor Phinney (stagista) | 1990 |  |  |
|  | Ucraina (bandiera)       |  | Jaroslav Popovyč          | 1980 |  |  |
|  | Svizzera (bandiera)      |  | Grégory Rast              | 1980 |  |  |
|  | Belgio (bandiera)        |  | Sébastien Rosseler        | 1981 |  |  |
|  | Russia (bandiera)        |  | Ivan Rovnyj               | 1987 |  |  |
|  | Spagna (bandiera)        |  | José Luis Rubiera         | 1973 |  |  |
|  | Stati Uniti (bandiera)   |  | Bjorn Selander            | 1988 |  |  |
|  | Nuova Zelanda (bandiera) |  | Jesse Sergent (stagista)  | 1988 |  |  |
|  | Belgio (bandiera)        |  | Gert Steegmans            | 1980 |  |  |
|  | Lituania (bandiera)      |  | Tomas Vaitkus             | 1982 |  |  |
|  | Spagna (bandiera)        |  | Haimar Zubeldia           | 1977 |  |  |

## Ciclomercato
| Lance Armstrong           | Astana                   |
| Fumiyuki Beppu            | Skil-Shimano             |
| Sam Bewley                | Trek Livestrong          |
| Janez Brajkovič           | Astana                   |
| Matthew Busche            | Kelly Benefit Strategies |
| Ben Hermans               | Topsport Vlaand.         |
| Chris Horner              | Astana                   |
| Daryl Impey               | Barloworld               |
| Markel Irizar             | Euskaltel-Euskadi        |
| Andreas Klöden            | Astana                   |
| Levi Leipheimer           | Astana                   |
| Geoffroy Lequatre         | Agritubel                |
| Li Fuyu                   | Trek-Marco Polo          |
| Tiago Machado             | Madeinox                 |
| Jason McCartney           | Saxo Bank                |
| Dmitrij Murav'ëv          | Astana                   |
| Sérgio Paulinho           | Astana                   |
| Jaroslav Popovyč          | Astana                   |
| Grégory Rast              | Astana                   |
| Sébastien Rosseler        | Quick-Step               |
| Ivan Rovnyj               | Katusha                  |
| José Luis Rubiera         | Astana                   |
| Bjorn Selander            | Trek Livestrong          |
| Gert Steegmans            | Katusha                  |
| Tomas Vaitkus             | Astana                   |
| Haimar Zubeldia           | Astana                   |
| Clinton Avery (stagista)  | PWS-Eijssen              |
| Taylor Phinney (stagista) | Trek Livestrong          |
| Jesse Sergent (stagista)  | Trek Livestrong          |

## Palmarès

### Corse a tappe
ProTour
- Tour de France

10ª tappa (Sérgio Paulinho)
- Vuelta al País Vasco

6ª tappa (Chris Horner)
Classifica generale (Chris Horner)
- Critérium du Dauphiné

3ª tappa (Janez Brajkovič)
Classifica generale (Janez Brajkovič)
Continental
- Volta ao Algarve

4ª tappa (Sébastien Rosseler)
- Circuit de la Sarthe

2ª tappa, 2ª semitappa (Tiago Machado)
- Giro del Belgio

5ª tappa (Ben Hermans)
- Tour de l'Ain

Prologo (Haimar Zubeldia)
Classifica generale (Haimar Zubeldia)
- Tour du Poitou-Charentes

4ª tappa (Markel Irizar)

### Corse in linea
Continental
- Freccia del Brabante (Sébastien Rosseler)

### Campionati del mondo
Strada
Cronometro Under-23 (Taylor Phinney)

### Campionati nazionali
- Campionati statunitensi

Cronometro (Taylor Phinney)

## Classifiche UCI

### Calendario mondiale UCI
Individuale
Piazzamenti dei corridori della RadioShack nella classifica individuale del Calendario mondiale UCI 2010.
| Pos. | Ciclista        | Punti |
| ---- | --------------- | ----- |
| 18   | Chris Horner    | 216   |
| 26   | Janez Brajkovič | 174   |
| 60   | Lance Armstrong | 85    |
| 64   | Haimar Zubeldia | 80    |
| 73   | Andreas Klöden  | 66    |
| 86   | Tiago Machado   | 52    |
| 105  | Levi Leipheimer | 35    |
| 129  | Sérgio Paulinho | 20    |
| 204  | Gert Steegmans  | 5     |

Squadra
La RadioShack ha chiuso in undicesima posizione con 621 punti.